# ريتشارد إي. غرانت
ريتشارد إي. غرانت (بالإنجليزية: Richard E. Grant)‏ هو إحاثي أمريكي، ولد في 1927 في سانت بول في الولايات المتحدة، وتوفي في 1995.